# Yoshinogawa, Tokushima
Yoshinogawa (吉野川市 Yoshinogawa-shi) là một thành phố thuộc tỉnh Tokushima, Nhật Bản.